# David Buckel
 (novembre 2022).
David Stroh Buckel (13 juin 1957 - 14 avril 2018) était un avocat américain des droits des LGBT. Il était également un militant écologiste, se concentrant sur le compostage. Il est décédé le 14 avril 2018 par auto-immolation en signe de protestation contre l'utilisation des énergies fossiles.

## Décès
Vers 6 heures du matin le 14 avril 2018, Buckel s'est immolé par le feu à Prospect Park, à Brooklyn. Quelques minutes avant, à 5h55 du matin, il avait envoyé une note de suicide à plusieurs médias d'information, dans laquelle il écrivait : 

« La plupart des humains sur la planète respirent maintenant de l'air rendu malsain par les combustibles fossiles, et beaucoup meurent prématurément en conséquence - ma mort prématurée par les combustibles fossiles reflète ce que nous nous faisons à nous-mêmes. »